# Burkholderiaceae
Famille
Les Burkholderiaceae sont une famille de bactéries de l'ordre des Burkholderiales. Sur base des analyses des ARNr-16S, des bactéries à caractéristiques écologiques très différentes et capables d'utiliser une grande variété de sources énergétiques ont été regroupées dans cette famille. Ces espèces regroupent des bactéries aérobies obligatoires ainsi que des espèces anaérobies facultatives, chimioorganotrophe et chimiolithotrophe. Les membres de cette famille sont tous des bactéries à coloration Gram négative, comme les autres Protéobactéries. Elles sont le plus souvent en forme de bâtonnet.

## Écologie
Les genres de cette famille colonisent un large spectre d'habitats. Par exemple le genre Pandoraea colonise les sols, les eaux et les boues. Elles colonisent également les voies respiratoires de malades atteints (mucoviscidose). Lautropia colonise la cavité buccale de l'homme, Cupriavidus colonise les sols. En général ces bactéries sont motiles à l'aide d'un flagelle polaire ou de flagelles péritriches, les exceptions sont des espèces telle Ralstonia solanacearum, différentes espèces de Burkholderia (par exemple Burkholderia mallei), Lautropia et Polynucleobacter necessarius.
Certaines espèces appartiennent aux bactéries dénitrifiantes, qui sont capables de respirer les nitrates. La respiration des nitrates est une forme de respiration anaérobie ou l'accepteur final de la chaîne électronique sont les nitrates au lieu de l'oxygène. Dans cette catégorie de bactérie on peut citer l'espèce Ralstonia eutrophus (Syn: Alcaligenes eutrophus). Des bactéries fixatrices de l'azote sont également membres de cette famille, par exemple Burkholderia vietnamiensis.
Thermothrix azorensis est un organisme thermophile et autotrophe (chimiolithoautotrophe), cette espèce est capable de produire son énergie à partir de substrats inorganiques. Cette espèce se développe entre 63 et 86 °C.
Polynucleobacter est une bactérie endosymbiote de différentes espèces d’Euplotes, un embranchement des protistes (Ciliophora).

## Pathogénicité
Certaines espèces sont des pathogènes de plantes, animaux et humains. L'espèce Burkholderia mallei (synonymes : Actinobacillus mallei, Pseudomonas mallei) contamine les chameaux, les chevaux et les chiens. La mélioïdose, une infection humaine, est causée par Burkholderia pseudomallei. Ralstonia solanacearum est un pathogène de plante. Cette bactéries contaminent jusqu'à 200 espèces différentes de plantes (par ex. les pommes de terre, les tabacs et d'autres espèces de Solanaceae). Le génome de Ralstonia solanacearum a été séquencé en 2002 (voir: Liste des microorganismes séquencés).

## Liste des genres
Selon BioLib (15 décembre 2019) :
- genre Burkholderia Yabuuchi, Kosako, Oyaizu, Yano, Hotta, Hashimoto, Ezaki & Arakawa, 1993
- genre Chitinimonas S.C. Chang, Wang, Vandamme, Hwang, P.S. Chang & Chen, 2004
- genre Cupriavidus Makkar & Casida, 1987
- genre Lautropia Gerner-Smidt, Keiser-Nielsen, Dorsch, Stackebrandt, Ursing, Blom, Christensen, Frederiksen, Hoffmann, Holten-Anderson & Ying, 1995
- genre Limnobacter Spring, Kämpfer & Schleifer, 2001
- genre Pandoraea Coenye, Falsen, Hoste, Ohlén, Goris, Govan, Gillis & Vandamme, 2000
- genre Paucimonas Jendrossek, 2001
- genre Polynucleobacter Heckmann & Schmidt, 1987
- genre Ralstonia Yabuuchi, Kosako, Yano, Hotta & Nishihichi, 1996
- genre Thermothrix D.E. Caldwell, S.J. Caldwell & Laycock, 1981
- genre Wautersia Vaneechoutte, Kämpfer, de Baere, Falsen & Verschraegen, 2004

## Publication originale
- George M. Garrity, Julia A. Bell et Timothy Lilburn, « Burkholderiaceae fam. nov. », Bergey's Manual of Systematics of Archaea and Bacteria,‎ 18 mars 2015, p. 1 (ISBN 978-1-118-96060-8, DOI 10.1002/9781118960608.FBM00181, lire en ligne).